# Hugo Riemann

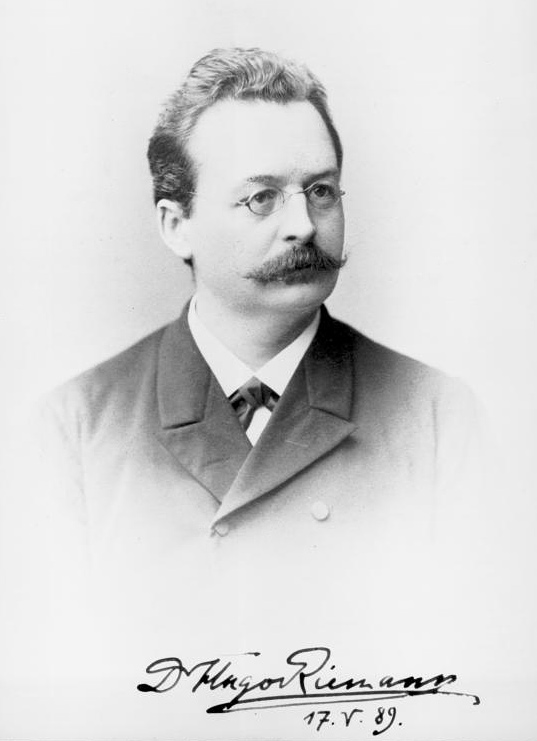
Hugo Riemann (Hamburg, 1889)

Karl Wilhelm Julius Hugo Riemann (Groß-Mehlra bij Sondershausen (Thüringen), 18 juli 1849 – Leipzig, 10 juli 1919) was een Duitse musicoloog en muziektheoreticus.
Riemann studeerde rechten in Berlijn en Tübingen. Na de Frans-Duitse Oorlog van 1870, waarin hij als soldaat vocht, besloot hij naar het conservatorium te gaan en zijn leven te wijden aan de muziek. Hij deed dit in Leipzig, waar hij - na zijn afstuderen en na een kort uitstapje naar Bielefeld - zich in 1875 vestigde als privédocent. Van 1881 tot 1890 was hij als pianodocent verbonden aan het conservatorium van Hamburg. Daarna had hij een soortgelijke betrekking in Wiesbaden. Midden jaren negentig keerde hij terug naar Leipzig om eerst docent en vanaf 1901 hoogleraar in de muziektheorie te worden aan de universiteit aldaar. 
Riemann was een van de belangrijkste musicologen van de 19e eeuw. Zijn beroemdste student was Max Reger. Zijn Musiklexicon gold lange tijd als standaardwerk. In het bijzonder verwijst de term "Riemanniaanse theorie" naar zijn harmonietheorie, die wordt gekenmerkt door zijn dualisme en door een concept van harmonische functies. 